# Операція «Палац спорту»
Операція «Палац спорту» (нім. Unternehmen Sportpalast), або операція «Північне море» (нім. Unternehmen Nordmeer)  — бойовий рейд німецьких військово-морських сил, що відбувся між 6 і 13 березня 1942 року з наміром атаки двох арктичних конвоїв союзників, коли вони проходили через Норвезьке море, за часи Другої світової війни. В операції брали участь лінкор «Тірпіц», три есмінці та вісім підводних човнів. Німецькі кораблі не змогли знайти жоден з конвоїв, але потопили радянське торгове судно, яке йшло самостійно. Союзники спробували перехопити німецькі сили, також безуспішно.
Ця операція була першим великим нападом гітлерівського флоту на арктичні конвої, що прямували до та з Радянського Союзу, і в ньому застосовувалися військові кораблі, перекинуті до окупованої Норвегії на початку 1942 року. «Тірпіц» та його ескорт вирушили у рейд 6 березня. Союзники дізналися про це з розшифрованих перехоплених німецьких радіосигналів і британський Домашній Флот спробував знайти та знищити німецькі сили. Ці розвідувальні дані також були використані для зміни маршруту конвоїв, щоб уникнути атаки «Тірпіца». Британці виявили німецький лінкор вранці 9 березня, коли він уже повертався до Норвегії. Атака на «Тірпіц» торпедоносцями, що злітали з авіаносця «Вікторіос», зазнала невдачі, і два британські літаки були збиті. Німецькі кораблі повернулися на свою базу 13 березня.
Британці були розчаровані своєю неспроможністю пошкодити або потопити «Тірпіц». Це пояснювалося недоліками літаків та використаної тактики. Вони вважали, що лінкор становить значну загрозу для конвоїв, що змусило їх виділяти потужні сили для ескорту транспортних суден. Німецьке Крігсмаріне було засмучено тим, наскільки близько «Тірпіц» виявився на краю катастрофи, і вирішили використовувати його набагато обережніше. Лише в червні 1942 року лінкор був відправлений на перехоплення конвою PQ 17 і був відкликаний перед атакою на нього через загрозу втрати. Найпотужніший німецький лінкор зазнав багато атак на своїх якірних стоянках у Норвегії та нарешті був потоплений у листопаді 1944 року.

## Історія

### Передумови
На початку 1941 року Крігсмаріне здійснили два рейди лінкорів проти конвоїв союзників в Атлантичному океані. У січні — березні 1941 року лінкори «Гнайзенау» та «Шарнгорст» провели операцію «Берлін». Під час цього рейду вони вийшли з Німеччини, атакували судна союзників і повернулися до окупованої Франції. Другий рейд, операція «Рейнюбунг», була проведена в травні, в ньому брали участь лінкор «Бісмарк» та важкий крейсер «Принц Ойген». 24 травня німецькі кораблі знищили британський лінійний крейсер «Худ», але «Бісмарк» був пошкоджений торпедоносцями «Сордфіш» з британського авіаносця «Арк Роял» і затонув 27 травня після бомбардування кількома британськими лінкорами Домашнього Флоту. Адмірал сер Джон Тові був головнокомандувачем цього флоту і керував ним з лінкора «Кінг Джордж V» в ході битви. Після втрати «Бісмарка» німецькі Крігсмаріне залишилися з єдиним повноцінним лінкором «Тірпіц» у строю. На той час його екіпаж все ще проходив навчання.
Після вторгнення нацистської Німеччини до Радянського Союзу 22 червня 1941 року союзники почали відправляти конвої з припасами через Норвезьке море та Північний Льодовитий океан до портів на півночі Росії. Арктичні конвої, відправлені протягом 1941 та на початку 1942 року, зустріли легкий опір, і до березня 1942 року лише одне торгове судно союзників та есмінець «Матабеле» були потоплені внаслідок атак німецьких підводних човнів. Суворі погодні умови, зокрема екстремальний холод, бурхливе море та шторми, ускладнювали повітряні та морські операції в цьому районі для всіх учасників змагань.
У грудні 1941 року німці почали перекидати значні військово-морські та повітряні сили до північної Норвегії, яку вони окупували весною 1940 року. Сили, відправлені до Норвегії, призначалися для атак на арктичні конвої, а також для захисту території від ймовірного вторгнення. У цей час німецький диктатор Адольф Гітлер помилково вважав, що союзники мають намір вторгнутися до Норвегії. 12 січня 1942 року Гітлер наказав перекинути «Тірпіц» з Німеччини до Тронгейма в Норвегії. Лінкор та два есмінці супроводу вийшли з Вільгельмсгафена в Німеччині 14 січня та прибули до Тронгейма 16 січня. «Тірпіц» під командуванням капітана-цур-зее Карла Топпа став основним елементом бойової групи після прибуття інших німецьких військових кораблів у цей район.
17 січня союзники дізналися про прибуття «Тірпіца» до Тронгейма завдяки розвідувальним даним «Ультра», отриманих шляхом розшифровки перехоплених німецьких радіосигналів. Британські розвідувальні літаки виявили лінкор там 23 січня, і над районом Тронгейма здійснювалися регулярні вильоти для спостереження за ним. Через загрозу, яку «Тірпіц» становив для конвоїв союзників в Атлантичному океані та Норвезькому морі, 25 січня прем'єр-міністр Вінстон Черчилль наказав, що «знищення або навіть пошкодження цього корабля є найбільшою подією на морі на даний момент. Жодна інша ціль не зрівняється з цим». У ніч з 29 на 30 січня Королівські ПС відправили 16 важких бомбардувальників для атаки на «Тірпіц», що перебував на якірній стоянці, але жодних пошкоджень не було завдано. У лютому 217-й ескадрильї було наказано підготуватися до односторонньої місії проти лінкора. Це включало б атаку літаків «Брістоль Бофорт», а потім десантування екіпажів на парашутах над нейтральною Швецією або безпосередньо в море. Спроба рейду не була здійснена і 217-та ескадрилья повернулася до звичайного виконання обов'язків у середині березня 1942 року.
19 лютого розвідка союзників дізналася, що «Тірпіц» проходить навчання в Тронгейм-фіорді й готується до бойового виходу. Того ж дня Тові відплив з більшою частиною Домашнього флоту, щоб або здійснити рейд на норвезький порт Тромсе, або атакувати «Тірпіц», якщо той вийде в море. Він скасував рейд на Тромсе після того, як Адміралтейство передало розвідувальні дані про те, що інша група німецьких кораблів перекидається до Тронгейма; це були важкі крейсери «Адмірал Шеєр» і «Принц Ойген» з трьома есмінцями підтримки. Авіаносець «Вікторіос» у супроводі важкого крейсера «Бервік» і чотирьох есмінців був спрямований для атаки на ці кораблі, а чотири підводні човни зайняли позиції поблизу Тронгейма. Але, через погану погоду авіаносна авіація «Вікторіоса» не змогла виявити німецькі сили, хоча 23 лютого британський підводний човен «Трайдент» торпедував і сильно пошкодив «Принц Ойген» біля входу в Тронгейм-фіорд. «Адмірал Шеєр» залишився неушкодженим і став на якір поблизу «Тірпіца». Віце-адмірал Отто Ціліакс прийняв командування цією бойовою корабельною групою та використовував «Тірпіц» як свій флагман.

### Союзні арктичні конвої
1 березня 1942 року два арктичні конвої одночасно вирушили в море. PQ 12 залишив ісландські береги, прямуючи до Радянського Союзу, а конвой QP 8 вирушив з Мурманського порту на півночі Росії, щоб повернути кораблі в Атлантику. PQ 12 складався з 17 торговельних суден і супроводжувався важким крейсером, 2 есмінцями та кількома озброєними норвезькими китобоями. QP 8 складався з 15 торговельних суден і мав слабкий ескорт з 2 корветів і 2 тральщиків. Через присутність німецького сильного корабельного угруповання в Тронгеймі, командувач Домашнього флоту виділив потужні сили дальнього прикриття для арктичних конвоїв; це було вперше, коли це було зроблено. Британці також посилили повітряне патрулювання району Тронгейма та Норвезького моря в цілому для спостереження за переміщенням німецьких військово-морських сил. Тові попросив, щоб конвої пливли одночасно, щоб Флоту країни було легше захистити їх під час проходження через води між Ян-Майєн і Ведмежим островами, де вони будуть піддаватися найбільшому ризику нападу німецьких надводних кораблів.
3 березня сили, що складалися з лінкора «Дюк оф Йорк», лінійного крейсера «Рінаун» і шести есмінців, під командуванням віцеадмірала Альбана Куртейса вирушили з Ісландії на супроводження конвоїв. Тові на борту лінкора «Кінг Джордж V» залишався на головній базі флоту в Скапа-Флоу в готовності рештою сил флоту перехопити «Тірпіц», якщо той спробує прорватися в Атлантику. Втім, Адміралтейство не погодилося з таким планом і наказало Тові вийти в море, щоб усі сили Домашнього флоту могли виступити проти Тірпіца, якщо він вийде у відкритий океан. Невдовзі після отримання такого наказу адмірал Тові відплив разом із «Кінг Джордж V», «Вікторіусом», «Бервіком» і шістьма есмінцями. Обидві частини флоту зустрілися східніше Ян-Майєна 6 березня. Тові отримав наказ віддавати перевагу захисту конвоїв, а не знищенню «Тірпіца». Він був незадоволений цим і вважав потоплення ворожого лінкора «незрівнянно більш важливим для ведення війни, ніж безпека будь-якого конвою». Сили під командуванням Тові були значно потужнішими, ніж ті, які були в розпорядженні Ціліакса.
Близько полудня 5 березня екіпаж німецького морського патрульного літака Fw 200 «Кондор» виявив конвой PQ 12 біля Ян-Маєна. Командувач німецької військово-морської групи «Північ» генерал-адмірал Рольф Карльс попросив дозволу атакувати конвой силами Ціліакса. Після консультації з Гітлером Редер віддав наказ на проведення рейду. У наказі Редера для Ціліакса було зазначено, що він повинен уникати військово-морських сил союзників, наскільки це можливо, і атакувати конвої лише в тому випадку, якщо вони захищені рівними або меншими силами, ніж його власні. Історики зазвичай називають цей рейд операцією «Палац спорту», але Ціліакс і його штаб назвали її операцією «Нордмеер».
Ціліакс знав, що два конвої союзників були в морі. Хоча він вірив, що їх захищатиме британський Домашній Флот, він не знав ані його сили, ані чи він вийшов у море. Його план операції полягав у тому, щоб перехопити один або обидва конвої в районі між Ян-Майєн і Ведмежим островом. Як тільки його корабельна група нападе на конвой, «Тірпіц» повинен був знищити його ескортні кораблі, а потім він і есмінці атакуватимуть вантажні судна. Через нестачу палива Ціліакс не зміг відпливти з усіма силами. Він вирушив з Тронгейма опівдні 6 березня разом з «Тірпіцем» і міноносцями «Фрідріх Ін», «Германн Шоеман» і Z25.
Вісім німецьких підводних човнів були призначені для підтримки «Тірпіца». Чотири підводні човни з найдосвідченішими екіпажами були зосереджені в місцях, де, як сподівалися, вони зможуть атакувати британські кораблі. Інші чотири підводні човни діяли поблизу Мурманська, щоб атакувати будь-які судна з PQ 12, які спромагатимуться втекти від їх ударного угруповання.

### Битва

#### 6—7 березня
Вихід німецьких кораблів не був своєчасно виявлений ані норвезькими агентами опору, ані британською розвідувальною авіацією. Вперше контакт стався о 18:01 6 березня, коли британський підводний човен «Сівулф» виявив один великий військовий корабель під час патрулювання на північ від виходу до Тронгейм-фіорду. Командир «Сівулфа» лейтенант Дік Рейкс припустив, що це «Тірпіц». Після цього екіпаж «Сівулф» надіслав радіоповідомлення про цей контакт, у якому було зазначено, що корабель був або крейсером, або лінкором. Німецька бойова група пливла на північний схід уздовж узбережжя Норвегії зі швидкістю 23 вузли (43 км/год) протягом решти 6 березня і повернула на північ опівночі.
Того ж 6 березня судна конвою PQ 12 проходили ділянки пухкого пакового льоду. Це змусило комодора конвою змінити курс, повернувши трохи на південний схід й рушити ним більшу частину дня. В результаті серйозних пошкоджень дістав есмінець «Орібі». QP 8 також відставав від графіка, оскільки був розсіяний штормами 4 і 6 березня. Радянське вантажне судно «Іжора» та американське судно «Ларранга» 4 березня відстали від конвою і не змогли його наздогнати.
Після півночі в ніч з 6 на 7 березня Тові отримав звіт Рейкса незабаром і вирішив, що «Тірпіц» був у морі. Німці у свою чергу не мали інформації про місцезнаходження конвою PQ 12, оскільки їхні літаки та підводні човни не змогли знову виявити конвой. Ціліакс все ще не знав, що Домашній флот діє поблизу його кораблів. Погодні умови залишалися несприятливими протягом дня, часті шквали та хуртовини. Два конвої розминулися вдень. Z25 наблизився до 10 миль (16 км) від QP 8, але не помітив його. У другій половині дня 7 березня Адміралтейство попередило PQ 12, що німецькі кораблі можуть діяти поблизу. У відповідь конвой тимчасово змінив курс на північ, а потім знову повернув на схід, щоб уникнути зони морського льоду.
Близько 16:30 «Фрідріх Ін» помітив «Іжору». «Тірпіц» змінив курс, щоб приєднатися до есмінця. «Фрідріх Ін» атакував «Іжору» і вразив торпедою, але радист вантажного судна встиг надіслати повідомлення про виявлення ворожого корабля, перш ніж воно затонуло. Це було отримано Домашнім Флотом, надавши Тові уяву про приблизне місце розташування німецьких сил. Британці також перехопили радіопередачу з німецького підводного човна о 16:40, яку помилково ідентифікували як надіслану «Тірпіцем». Радіопеленгація показала, що ця передача була надіслана поблизу PQ 12, і Тові віддав наказ шістьом своїм есмінцям від'єднатися та обстежити маршрут, яким німецькі кораблі могли повернутися до Норвегії з місця затоплення «Іжори», поки основний бойовий флот рухався на північний схід для захисту конвою. Того дня Тові отримав розвідувальні дані «Ультри», які підтвердили, що німці полювали на конвої, а не намагалися запобігти висадці союзників. Інший радіосигнал з німецького підводного човна, який був перехоплений о 19:40, змусив Тові та його команду помилково вважати, що «Тірпіц» швидко пливе на південь.
У другій половині дня 7 березня Ціліакс продовжував пошуки союзних конвоїв. На його есмінцях закінчилося паливо, і «Фрідріх Ін» був відряджений для дозаправки в Нарвік, а потім приєднався до бойової групи. Дві спроби дозаправити інші есмінці з «Тірпіца» не вдалися через погану погоду, і їх замість цього відправили в Тромсе. 7 березня у лінкора виникли механічні проблеми, які не вдалося відремонтувати у відкритому морі. Це обмежило швидкість до 29,5 вузлів (54,6 км/год).

#### 8 березня
Шість британських есмінців рушили на південний схід, а о 2:00 8 березня повернули на північ. Їм не вдалося помітити жодного німецького корабля. У цей час «Тірпіц» самостійно шукав конвої та знаходився приблизно у 250 милях (400 км) на північний схід від кораблів британського флоту. У британських есмінців закінчилося паливо після пошуків і вони попрямували до Ісландії для дозаправки. Це залишило Домашній Флот лише з одним есмінцем, оскільки минулої ночі два були відправлені для дозаправки в Ісландії. Тові вирішив, що німецький лінкор уникнув його есмінців, і повернув на південний захід, щоб зустрітися з іншими есмінцями, які були необхідні для захисту головних кораблів від підводних човнів. Він отримав подальшу розвідувальну інформацію завдяки перехопленню «Ультри» про операції німецької авіації та оцінки британської радіо активності.
Вранці 8 березня «Тірпіц» попрямував на північ до острова Ведмежий, намагаючись випередити PQ 12. Потім лінкор повернув на південний захід на курс, щоб перехопить конвой, і його екіпаж був викликаний на бойові місця перед очікуваною битвою. Ціліакс помилився, оскільки PQ 12 змінив свій курс на світанку після того, як його попередили про спробу перехоплення за допомогою даних «Ультра». Він проходив північніше «Тірпіца». Німецький лінкор і патрулюючий «Кондор» не помітили жодного з суден союзників. Військово-морська група «Північ» надіслала Ціліаксу сигнал о 6:20 вечора, який припустив, що PQ 12 міг припинити свій рейс після того, як був помічений 5 березня, і дала йому дозвіл припинити операцію, якщо він бажає. Ціліакс вирішив це зробити і о 20:25 повернув на південь, прямуючи до Норвегії.
У другій половині дня 8 березня Тові отримав додаткові дані розвідки «Ультра», які підтвердили, що Ціліакс діяв у районі острова Ведмежий. У відповідь о 18:20 він змінив курс руху флоту дому, щоб попрямувати до острова Ведмежий.

#### Ранок 9 березня
О 1:37 ранку 9 березня Адміралтейство наказало Тові «розвинути максимальну швидкість на 120 градусів». Ця команда надійшла у відповідь на перехоплене німецьке радіоповідомлення, яке показало, що Ціліакс прямує до Лофотенських островів, щоб зустрітися з есмінцями о 7 ранку того дня. Головний флот скоригував свій курс, щоб прямувати до Лофотенських островів о 2:42 ранку зі швидкістю 26 вузлів (48 км/год). У цей час британські кораблі були приблизно в 200 милях (320 км) на захід від німецького лінкора. Рано вранці Тові отримав додаткові дані розвідки «Ультра», які підтвердили, що німці повертаються до Тронгейма, і передали очікувану позицію «Тірпіца» о 13:00 того дня. Своєю чергою німецькі дешифрувальники морської розвідки (B-Dienst) на «Тірпіці» перехопили радіообмін противника і повідомили Ціліаксу, що британські сили, включно з авіаносцем, перебувають у цьому районі.
О 3:16 ночі Тові запросив командира авіаносця капітана Генрі Бовелла надати йому пропозиції щодо атаки торпедоносцями. Бовелл відповів планом вилетіти шість «Альбакорів» о 6:30 ранку для пошуку німців, а через годину — виліт ударної групи з дванадцяти озброєних торпедами «Альбакорів». У цей час британський флот знаходився у 115 милях (185 км) на північний захід від «Тірпіца», який зустрівся з «Фрідріхом Іном». Погодні умови були хороші. Німецькі сили були помічені британським пілотом о 8:03 ранку. Як тільки було отримано повідомлення про спостереження, 12 ударним літакам було наказано злетіти. Тові надіслав повідомлення своїм екіпажам, заявивши, що у них є «чудовий шанс, який може досягти найцінніших результатів». Після того, як їх помітили, Ціліакс вирішив, що атака торпедоносця є неминучою. Він наказав лінкору розігнатися на повну швидкість, а екіпажу зайняти свої бойові позиції, і запустив гідролітаки. Лише один із гідролітаків міг бути запущений, і як тільки він піднявся в повітря, Ціліакс змінив курс лінкора, щоб прямувати до Вестфіорду, щоб укритися у Нарвіку. У цей час лінкор знаходився всього в 50 милях (80 км) від узбережжя Норвегії. Зенітні гармати «Тірпіца» безуспішно обстрілювали ворожі літаки, але летючий човен Arado Ar 196 пошкодив один з них, поранивши члена екіпажу.
Британські ударні сили були організовані в чотири підгрупи, кожна з яких складалася з трьох «Альбакорів». Через сильний східний вітер і високу швидкість німецьких кораблів швидкість «Альбакорів» на зближенні становила лише 30 вузлів (56 км/год).
О 9:18 ранку розпочалася перша атака на німецький лінкор. Британський літак наблизився до «Тірпіца» з лівого борту та випустив свої торпеди з дуже низької висоти та відстані. «Тірпіц» різко повернув ліворуч і уникнув цих торпед. Інший пілот провів аналогічну атаку з лівого борту лінкора, причому їхні торпеди також промахнулися. Подальші спроби британських торпедоносців завдати ураження німецькому кораблю також не увінчалися успіхом. Німецькі моряки відчули полегшення, уникнувши британської атаки без будь-яких ушкоджень «Тірпіцу». Їхніми єдиними втратами були троє чоловіків, які були поранені вогнем з британського літака. Тові не наважився провести повторну атаку торпедоносців на «Тірпіц», оскільки літаки «Вікторіуса» не могли діяти в захищеному повітряному просторі навколо Нарвіка, не маючи жодних шансів на успіх.

#### 9-13 березня
Невдача британських торпедоносців означала, що Домашній Флот не зміг вивести «Тірпіц» зі строю. Німецький лінкор став на якір біля Нарвіка о 20:00 9 березня. Пізно вдень 9 березня британські кораблі повернули на захід, щоб уникнути можливих атак німецької авіації. О 15:45 три німецькі літаки Junkers Ju 88 безуспішно бомбардували кораблі противника. Чотири есмінці приєдналися до своїх капітальних кораблів близько 7 вечора. Головні сили флоту, який був посилений ще вісьмома есмінцями, прибув до Скапа-Флоу вночі 10 березня.
Екіпаж «Тірпіца» завершив ремонт двигунів лінкора через 48 годин після його прибуття в Нарвік. Під ескортом п'яти есмінців незадовго до півночі 12 березня він вийшов з норвезького порту. Керуючись даними розвідки «Ультра» та повідомленнями агентів руху опору в Норвегії, сили з восьми британських есмінців спробували перехопити німецькі кораблі між Тронгеймом і Буде тієї ночі. Вони не вступили в контакт і були змушені повернути від узбережжя о 3:30 ранку, щоб уникнути ударів німецької авіації, коли розвиднялося. Чотири британські підводні човни, що патрулювали на маршруті між Нарвіком і Тронгеймом, також не змогли атакувати німецькі кораблі. О 21:00 13 березня «Тірпіц» став на якір біля Тронгейма.
Обидва конвої досягли місця призначення без подальших втрат. Конвой QP 8 прибув до Рейк'явіка в Ісландії 11 березня. Більшість суден PQ 12 досягли Мурманська 12 березня, але кілька, що відокремилися від конвою, прибули в радянські порти трохи пізніше. Один із норвезьких китобоїв, призначених до PQ 12, 13 березня збив німецький літак, коли той намагався розбомбити торгове судно. Це була єдина атака на конвой під час його походу. Дві з чотирьох німецьких підводних човнів, які діяли біля Мурманська, помітили кораблі з PQ 12, коли вони наближалися до порту, але не змогли атакувати.

### Наслідки
Британці були вкрай розчаровані тим, що їм не вдалося потопити або пошкодити «Тірпіц». Після операції Тові критично оцінив накази, які він отримав від Адміралтейства. Він вважав, що наказ віддавати перевагу обороні конвоїв над атакою на німецький лінкор заважав цілям операції і що флот не слід було відправляти у води, де діє велика кількість підводних човнів Третього Рейху, оскільки йому не вистачало есмінців для протичовнового захисту основних кораблів. Він також був розчарований спробами Адміралтейства тісно керувати його діями в ході бою. Адміралтейство погодилося з першими двома критичними зауваженнями Тові, погодившись, що потоплення «Тірпіца» буде головним пріоритетом Домашнього флоту, коли він прикриватиме конвої в майбутньому, і що флот не повинен рухатися далі 14 градусів східної широти, якщо йому не вистачає есмінців. Іншу його критику вважали несправедливою, оскільки Адміралтейство мало кращий доступ до даних розвідки «Ультра», ніж Тові мав при перебуванні в морі.
Протягом 1943 і 1944 років сили союзників неодноразово атакували «Тірпіц» на якірних стоянках у Норвегії. Лінкор був сильно пошкоджений 22 вересня 1943 року під час операції «Сорс», в якій використовувалися надмалі підводні човни, і більше ніколи не був повністю боєздатним. 3 квітня 1944 року Повітряні сили флоту завдали ще більшої шкоди в операції «Тангстен», але кілька пізніших атак авіаносної авіації зазнали невдачі через погану погоду та недоліки в тактиці застосування британської військово-морської авіації. 15 вересня 1944 року під час операції «Параван» важкі бомбардувальники Королівських ВПС скалічили «Тірпіц», а 12 листопада того ж року під час операції «Катехізм» затопили його зі значними людськими втратами.